# Suzanne Bernard
Suzanne Bernard (1892 – 10 de março de 1912) foi uma aviadora francesa e pioneira da aviação. Ela morreu num acidente de avião aos 19 anos.
Bernard faleceu em Étampes num acidente durante o seu teste para a sua licença de piloto. A aeronave que ela pilotava, um biplano Caudron, sofreu com a força do vento e capotou, caindo no chão. Bernard foi esmagada por ele. No ano anterior, outra francesa, Deniz Moore, de 35 anos, também morrera durante um voo. As mortes causaram grande luto e reflexão nos círculos da aviação, e houve críticas aos pais que permitiam que as suas filhas se envolvessem em actividades tão perigosas.